# Студёнка (Марий Эл)
 Студёнка  — посёлок в Медведевском районе Республики Марий Эл. Входит в состав Сидоровского сельского поселения.

## География
Находится на расстоянии приблизительно 18 км по прямой на юг от города Йошкар-Ола.

## История
Упоминается с 1936 года как казённый дом Студенка с 1 хозяйством и 7 жителями. С 1955 года в составе колхоза имени Жданова. В 1959 учтено 79 человек, преобладающая национальность — русские. В посёлке находились фельдшерско-акушерский пункт, начальная школа и продовольственный магазин. В 1960-е — 1980-е годы в посёлке дислоцировалась воинская часть. В 1972 году в 27 хозяйствах проживали 96 человек, в 1980 129 человек. В конце 1970-х годов в посёлок была переведена контора Устье-Кундышского лесничества Куярского лесхоза. С 1979 по 1999 годы в посёлке действовало подсобное хозяйство «Студенка» Йошкар-Олинского витаминного завода. После ликвидации подсобного хозяйства были закрыты котельная, магазин, медпункт.

## Население
Население составляло 143 человека (русские 39 %, мари 32 %) в 2002 году, 175 в 2010.